# Daniel Sanahuja i Capella
Daniel Sanahuja i Capella (Sabadell, 25 de desembre de 1902 - 20 de febrer de 2004) fou un músic, compositor, musicòleg, director d'orquestra, professor de música i de cant català.

## Biografia
Va estudiar solfeig i piano amb Mn.Àngel Rodamilans a l'Escolania parroquial de la Puríssima Concepció i després entrà a l'Escola Municipal de Música, on va seguir els estudis de piano, harmonia, instrumentació i composició amb Josep Masllovet. Pere Figueres li va ensenyar a tocar el saxofon i Cassià Carles, l'oboè, i encara no havia complert els catorze anys ja tocava a la Banda Municipal. Més endavant, sota el mestratge de Lamotte de Grignon, continuà els estudis d'harmonia, composició i direcció d'orquestra.
Durant els anys vint, va formar l'Orquestrina Sanahuja, que actuava al Cinema Imperial, amenitzant les sessions de cinema mut, i anava a tocar a les festes majors i als balls de societat de pobles i ciutats de Catalunya. La formació de Sanahuja s'havia especialitzat en la música de ball i havia acompanyat famoses cantants com Raquel Meller. Com a compositor, en aquesta època ja destacava en música de ball, fox, tango, etc., però també componia sardanes i himnes per a entitats sabadellenques.
Abans de la guerra va dirigir diverses corals com La Nova Estrella, La Industrial, la de la Societat Coral Colon, la de la Societat El Ciervo i la de l'Agrupació Coral Les Delícies, entre d'altres. Va ser, a més, pianista del Cinema Cervantes, de l'Orquestra Terpsicore, de l'orquestra de jazz Pepper's Jazz Orchestra i de l'Orquestra Eureka; dirigí les companyies de sarsuela Amics de l'Art, García-Sanahuja i la del Círcol Republicà Federal; va ser professor de l'Escola Municipal de Música, professor de saxofon de la Banda Municipal; professor d'oboè de la Banda de Música de l'11a Divisió. Fundà i dirigí les Edicions Musicals Arraona, que van instrumentar i harmonitzar un gran nombre de ballets populars catalans, arranjats per a cobla (120). I és autor de les sardanes Maria de les Neus, Salou, platja d'amors, Miquela, Plorant i rient, L'encís de Montserrat.
Al final de la guerra va ser empresonat un temps per haver compost un Himne antifeixista, dedicat als milicians del front d'Aragó. Durant la llarga postguerra va ser professor de música del col·legi del Cor de Maria, del col·legi dels Escolapis i de l'Escola Municipal de Música.
El 2005 Sabadell li dedicà una plaça al barri del Centre.